# Вранешевићи
Вранешевићи су насељено мјесто у општини Братунац, Република Српска, БиХ. Према попису становништва из 2013. године, у насељу је живјело 96 становника.

## Географија
Обухвата подручје од 582 хектара.

## Становништво
Према попису становништва из 1991. године, мјесто је имало 216 становника.
| Демографија | Демографија | Демографија |
| Година      | Становника  | Становника  |
| ----------- | ----------- | ----------- |
| 1961.       | 451         |             |
| 1971.       | 349         |             |
| 1981.       | 298         |             |
| 1991.       | 213         |             |
| 2013.       | 96          |             |